# La Tare
Pour plus de détails, voir Fiche technique et Distribution.
La Tare est un film muet français réalisé par Louis Feuillade et sorti en 1911. Il fait partie de la série La Vie telle qu'elle est.

## Fiche technique
- Réalisation et scénario : Louis Feuillade
- Société de production : Société des Établissements L. Gaumont
- Pays : France
- Format : Muet - Noir et blanc - 1,33:1 - 35 mm
- Métrage : 900 m
- Genre : Drame
- Durée : 41 minutes
- Date de sortie : 
  -  France - 1er octobre 1911

## Distribution
- Jean Aymé : Alphonse Marnier
- Renée Carl : Anna Moulin, dite Nana
- Henri Collen : Dr. Paul Perrin
- Max Dhartigny
- Marie Dorly : une dame de charité
- Pauline Royer : une jeune fleuriste
- Alice Tissot
- Edmond Bréon